# Покровская, Ольга Анатольевна
О́льга Анато́льевна Покро́вская — российский писатель, лауреат Евразийской премии в номинации «Сокровища Прозы» (2015), премии Terra Incognita в номинации «Проза России» (2017).

## Биография
Ольга Анатольевна Покровская родилась и живёт в Москве. Окончила школу № 1269 с углубленным изучением немецкого языка, училась музыке.
Окончила МГЛУ (быв. иняз им. Мориса Тореза), преподавала иностранные языки в вузе.
Литературный дебют состоялся в 2009 году: в издательстве Литературная учёба вышел роман «Рад, почти счастлив…», тепло встреченный критикой.
После выхода в издательстве Олма Медиа Групп книг «Булочник и Весна» (2013) и «Ангел в зелёном хитоне» (2014), была удостоена Евразийской премии в номинации «Сокровища Прозы»
В 2017 году, после выхода романа «Полцарства», Ольга Покровская стала лауреатом премии Terra Incognita в номинации «Проза России»

## Особенности творчества
Особенность романов Ольги Покровской — атмосфера уюта и душевного тепла, надежды и взаимной поддержки. В её книгах есть радость — «мягкий свет, озаряющий жизнь. Он разлит в воздухе, живёт в глазах наших близких, может быть спрятан между вязальными спицами, звучать в струнах гитары». Рецепт счастья её любимых героев — жить «не разгадывая тайн, но любуясь»; жить в единении с миром, при этом стараясь найти свой путь.
Главенствующей темой в книгах Ольги Покровской является тема самопознания и определения своих отношений с окружающим миром. Возможно поэтому её книги, по признанию критиков, "будоражат душу до самого дна, заставляя задуматься о том, чему же на самом деле посвящена единственная и неповторимая человеческая жизнь. Герои писательницы попадают в кризисные ситуации и порой вынуждены совершать трудный нравственный выбор.
Одной из тем, интересующих писательницу, является мотив «Дауншифтинга» — отказа от высокой позиции и прибыльной работы ради возвращения к своей истинной сути. В романе «Булочник и Весна» менеджер уезжает в деревню, где проходит «перезагрузку», излечивающую его от фальши и помогающую понять свои подлинные ценности. В романе «Полцарства» коуч с европейской известностью, жертвуя карьерой, стремится вернуться в городок детства, к родне, некогда отринутой, но по-прежнему любящей его.
Непременная составляющая произведений Покровской — одухотворённый мир природы и живых существ. «Времена года, природа, звери живут наравне с людьми — и если не дают четкого объяснения происходящему, то по крайней мере раздвигают рамки понимания».
В романе «Булочник и Весна» воспета красота Подмосковной природы. По признанию писательницы, во время работы её вдохновляли красивейшие ландшафты Клино-Дмитровской гряды, связанные с именами Блока, Чайковского и многих других.
Отдельное внимание в творчестве Ольги Покровской уделено братьям нашим меньшим, а точнее, их исцеляющему воздействию на душу человека. Эта тема, начатая в коротком и ярком рассказе «Собака-Конь», получила развитие, став одной из ключевых линий романа «Полцарства», после выхода которого Ольга Покровская была удостоена премии Terra Incognita.
Читатели и критики отмечают красоту авторского стиля Ольги Покровской. Её повествование изящно и очень тонко. Как отмечают критики, писательница «словно бы дышит на стекло и пальцем пишет по следу собственного дыхания. А держится написанное вопреки всему крепко».

## Награды
- 2015 — лауреат Евразийской премии в номинации «Сокровища Прозы»[1]
- 2017 — лауреат премии Terra Incognita в номинации «Проза России»[2]

### Интервью с Ольгой Анатольевной Покровской
- TerraArt. «Я сохраняю романтическое отношение к творчеству»
- Журнал «Банки и Деловой Мир». «Воспоминания детства — это шкатулка с самоцветами»
- Журнал «Москва». «Воспевать Москву — благодарное дело»
- LiveLib. Наедине с Автором: «Детство — эпиграф к нашей жизни» Архивная копия от 5 марта 2014 на Wayback Machine
- Woman-On-Top. «Лучшая опора — любовь и поддержка близкого человека» Архивная копия от 19 июля 2017 на Wayback Machine
- LiveLib. Наедине с Автором: «Обязательно нужна надежда, нужна радость…» Архивная копия от 13 ноября 2014 на Wayback Machine